# フアン・グラテロル
フアン・ホセ・グラテロル・モンテビデオ（Juan Jose Graterol Montevideo, 1989年2月14日 - ）は、ベネズエラのアラグア州マラカイ出身のプロ野球選手（捕手）。右投右打。MLBのトロント・ブルージェイズ傘下所属。
発音指示によると、グラデロール(GRAD-er-ALL)と読むのが、より近い。

## 経歴

### プロ入りとロイヤルズ傘下時代
2005年にカンザスシティ・ロイヤルズと契約してプロ入り。
2006年に傘下のルーキー級ドミニカン・サマーリーグ・ロイヤルズでプロデビュー。48試合に出場して打率.296、20打点を記録した。
2007年はアパラチアンリーグのルーキー級バーリントン・ロイヤルズでプレーし、33試合に出場して打率.225、10打点、1盗塁を記録した。
2008年はパイオニアリーグのルーキー級アイダホフォールズ・チュカーズでプレーし、32試合に出場して打率.276、15打点、2盗塁を記録した。
2009年はルーキー級アイダホフォールズとA級バーリントン・ビーズでプレーし、2球団合計で32試合に出場して打率.309、11打点、2盗塁を記録した。
2010年はA級バーリントンとA+級ウィルミントン・ブルーロックスでプレーし、2球団合計で34試合に出場して打率.277、11打点を記録した。
2011年はA級ケーンカウンティ・クーガーズとA+級ウィルミントンでプレーし、2球団合計で58試合に出場して打率.195、1本塁打、11打点を記録した。
2012年はA+級ウィルミントンでプレーし、61試合に出場して打率.301、2本塁打、18打点を記録した。
2013年はAA級ノースウエストアーカンソー・ナチュラルズでプレーし、56試合に出場して打率.286、3本塁打、17打点、3盗塁を記録した。
2014年はAA級ノースウエストアーカンソーとAAA級オマハ・ストームチェイサーズでプレーし、2球団合計で77試合に出場して打率.278、4本塁打、30打点を記録した。

### ヤンキース傘下時代
2014年12月10日にニューヨーク・ヤンキースとマイナー契約を結び、2015年のスプリングトレーニングに招待選手として参加することになった。
2015年は傘下のA級チャールストン・リバードッグス、AA級トレントン・サンダー、AAA級スクラントン・ウィルクスバリ・レイルライダースでプレーし、3球団合計で28試合に出場して打率.198、1本塁打、12打点を記録した。オフの11月6日にFAとなった。

### エンゼルス時代
2016年1月12日にロサンゼルス・エンゼルスとマイナー契約を結び、同年のスプリングトレーニングに招待選手として参加することになった。シーズンでは開幕から傘下のAAA級ソルトレイク・ビーズでプレー。7月18日にメジャー初昇格を果たしたが、この時は出場機会がないまま23日にAAA級ソルトレイクへ降格した。ロースター拡大に伴って9月2日に再昇格すると、同日のシアトル・マリナーズ戦でメジャーデビュー。この年メジャーでは9試合に出場して打率.286、3打点を記録した。オフの11月22日にDFAとなった。

### ブルージェイズ傘下時代
2016年11月28日にウェイバー公示を経てシンシナティ・レッズへ移籍した。だがこの後、12月24日にアリゾナ・ダイヤモンドバックス、2017年1月19日にエンゼルス、23日にトロント・ブルージェイズへといずれもウェイバー公示を経て目まぐるしく移籍を繰り返した。
2017年の開幕は傘下のAAA級バッファロー・バイソンズで迎え、4試合に出場して打率.429だったが、4月14日にDFAとなった。

### エンゼルス復帰
2017年4月18日に後日発表選手または金銭とのトレードで、エンゼルスへ移籍した。
2018年3月23日にマイナー・オプションでAAA級ソルトレイクに降格した。4月4日にDFAとなり、7日にマイナー契約となった。5月4日にメジャー契約を結んでアクティブ・ロースター入りした。6月19日に再びDFAとなり、24日に自由契約となった。

### ツインズ時代
2018年6月28日にミネソタ・ツインズとマイナー契約を結び、傘下のAAA級ロチェスター・レッドウイングスへ配属された。9月22日にメジャー契約を結んでアクティブ・ロースター入りした。

### レッズ時代
2018年10月10日にウェイバー公示を経てレッズへ移籍した。11月30日に一旦FAとなった後、翌日の12月1日にマイナー契約で再契約した。
2019年は開幕を傘下のAAA級ルイビル・バッツで迎え、7月17日にメジャー契約を結んでアクティブ・ロースター入りした。この年メジャーでは6試合に出場して打率.222、1打点を記録した。レギュラーシーズン終了後の10月16日にDFAとなり、18日にマイナー契約でAAA級ルイビルへ配属、21日にFAとなった。

### ツインズ傘下時代
2019年11月26日にツインズとマイナー契約を結んだ。
2020年11月2日にFAとなった。

### エンゼルス傘下時代
2020年11月30日にロサンゼルス・エンゼルスとマイナー契約を結んだ。

### ブルージェイズ傘下時代（二期）
2021年3月31日にトロント・ブルージェイズへ金銭トレードされた。

## 詳細情報

### 年度別打撃成績
| 年 度    | 球 団    | 試 合 | 打 席 | 打 数 | 得 点 | 安 打 | 二 塁 打 | 三 塁 打 | 本 塁 打 | 塁 打 | 打 点 | 盗 塁 | 盗 塁 死 | 犠 打 | 犠 飛 | 四 球 | 敬 遠 | 死 球 | 三 振 | 併 殺 打 | 打 率 | 出 塁 率 | 長 打 率 | O P S |
| -------- | -------- | ----- | ----- | ----- | ----- | ----- | -------- | -------- | -------- | ----- | ----- | ----- | -------- | ----- | ----- | ----- | ----- | ----- | ----- | -------- | ----- | -------- | -------- | ----- |
| 2016     | LAA      | 9     | 15    | 14    | 2     | 4     | 2        | 0        | 0        | 6     | 3     | 0     | 0        | 1     | 0     | 0     | 0     | 0     | 3     | 0        | .286  | .286     | .429     | .714  |
| 2017     | LAA      | 48    | 87    | 84    | 5     | 17    | 4        | 0        | 0        | 21    | 10    | 0     | 0        | 0     | 2     | 1     | 0     | 0     | 13    | 4        | .202  | .207     | .250     | .457  |
| 2018     | LAA      | 1     | 1     | 1     | 0     | 1     | 0        | 0        | 0        | 1     | 0     | 0     | 0        | 0     | 0     | 0     | 0     | 0     | 0     | 0        | 1.000 | 1.000    | 1.000    | 2.000 |
| 2018     | MIN      | 3     | 8     | 7     | 2     | 1     | 0        | 0        | 0        | 1     | 0     | 0     | 0        | 0     | 0     | 1     | 0     | 0     | 0     | 0        | .143  | .250     | .143     | .393  |
| '18計    | MIN      | 4     | 9     | 8     | 2     | 2     | 0        | 0        | 0        | 2     | 0     | 0     | 0        | 0     | 0     | 1     | 0     | 0     | 0     | 0        | .250  | .333     | .250     | .583  |
| 2019     | CIN      | 6     | 18    | 18    | 1     | 4     | 0        | 0        | 0        | 4     | 1     | 0     | 0        | 0     | 0     | 0     | 0     | 0     | 4     | 0        | .222  | .222     | .222     | .444  |
| MLB：4年 | MLB：4年 | 67    | 129   | 124   | 10    | 27    | 6        | 0        | 0        | 33    | 14    | 0     | 0        | 1     | 2     | 2     | 0     | 0     | 20    | 4        | .218  | .227     | .266     | .493  |

- 2020年度シーズン終了時

### 年度別守備成績
| 年 度 | 球 団 | 捕手（C） | 捕手（C） | 捕手（C） | 捕手（C） | 捕手（C） | 捕手（C） | 捕手（C） | 捕手（C） | 捕手（C） | 捕手（C） | 捕手（C） |
| 年 度 | 球 団 | 試 合     | 刺 殺     | 補 殺     | 失 策     | 併 殺     | 守 備 率  | 捕 逸     | 企 図 数  | 許 盗 塁  | 盗 塁 刺  | 阻 止 率  |
| ----- | ----- | --------- | --------- | --------- | --------- | --------- | --------- | --------- | --------- | --------- | --------- | --------- |
| 2016  | LAA   | 9         | 31        | 3         | 0         | 0         | 1.000     | 0         | 5         | 4         | 1         | .200      |
| 2017  | LAA   | 47        | 233       | 22        | 1         | 1         | .996      | 0         | 30        | 20        | 10        | .333      |
| 2018  | LAA   | 1         | 0         | 3         | 0         | 0         | 1.000     | 0         | 1         | 0         | 1         | 1.000     |
| 2018  | MIN   | 3         | 20        | 2         | 0         | 0         | 1.000     | 0         | 0         | 0         | 0         | ----      |
| '18計 | MIN   | 4         | 20        | 5         | 0         | 0         | 1.000     | 0         | 1         | 0         | 1         | 1.000     |
| 2019  | CIN   | 5         | 46        | 1         | 0         | 1         | 1.000     | 1         | 2         | 2         | 0         | .000      |
| MLB   | MLB   | 65        | 330       | 31        | 1         | 2         | .997      | 1         | 38        | 26        | 12        | .316      |

- 2020年度シーズン終了時

### 背番号
- 57（2016年）
- 59（2017年 - 同年途中）
- 13（2017年途中 - 2018年5月5日）
- 66（2018年9月26日 - 同年終了）
- 68（2019年）